# Alexandre da Silva Pedrosa Guimarães
Alexandre da Silva Pedrosa Guimarães (em chinês:  祁羅沙), nascido na Baía em 21 de julho de 1727 e falecido em Lisboa em 17 de fevereiro de 1799, foi um bispo português em Macau.
Foi nomeado Bispo de Macau em 13 de Julho de 1772 e confirmado em 8 de Março de 1773. Chegou a Macau em 1774. Era contra os jesuítas e envolveu-se em disputas com o bispo de Nanquim. Foi chamado a Lisboa em 1780, onde apresentou a renúncia em 1782, que foi aceite em 9 de Julho de 1789.
De 1780 até 1791, o governador do bispado foi António Jorge Nogueira. Durante o seu governo, os lazaristas reabriram em 1794 o Seminário de São José, encerrado desde a expulsão dos jesuítas. A situação da Igreja Católica na China piorou, com o agravar das perseguições.